# سیارک ۱۰۲۷۰
سیارک ۱۰۲۷۰ (به انگلیسی: 10270 Skoglov، نامگذاری:1980FX3) ده هزار و دویست و هفتاد و یکمین سیارک کشف شده‌است که در ۱۶ مارس ۱۹۸۰ کشف شد.
قدر مطلق سیارک برابر ۱۷٫۸ است.